# Hydraecia naxiaoides
Hydraecia naxiaoides är en fjärilsart som beskrevs av Moore 1867. Hydraecia naxiaoides ingår i släktet Hydraecia och familjen nattflyn. Inga underarter finns listade i Catalogue of Life.